# Séguié
Séguié est une localité rurale dans le Sud de la Côte d'Ivoire dans la région de l'Agnéby-Tiassa. La localité de Séguié est rattachée à la sous-préfecture d'Attobrou dans le département d'Agboville,. Sa population est estimée à environ 4 232 habitants.